# Terisakkan
Il Terisaqqan (in kazako Терісаққан?, in russo Терисаккан?, Terisakkan o Tersakkan) è un fiume del Kazakistan, tributario di sinistra dell'Išim. Scorre nelle regioni di Ūlytau, Qostanay e Aqmola.

## Descrizione
Il fiume ha origine nella parte nord-orientale dei monti Ulutau; la direzione generale della corrente è settentrionale. Ha una lunghezza di 334 km, l'area del suo bacino è di 19 500 km². La portata media dell'acqua, vicino al villaggio di Baltaly, è di 8,97 m³/s. Confluisce nell'Išim sul lato sinistro, vicino al villaggio di Koksaj.